# Antikomplex
Antikomplex je nezisková organizace, která se věnuje kritické reflexi dějin českých zemí, zejména poválečné etnické očisty v českých zemích a následným osudům krajiny a společnosti v Sudetech. Dále se zabývá inovacemi ve vzdělávání a občanským vzděláváním.

## Založení

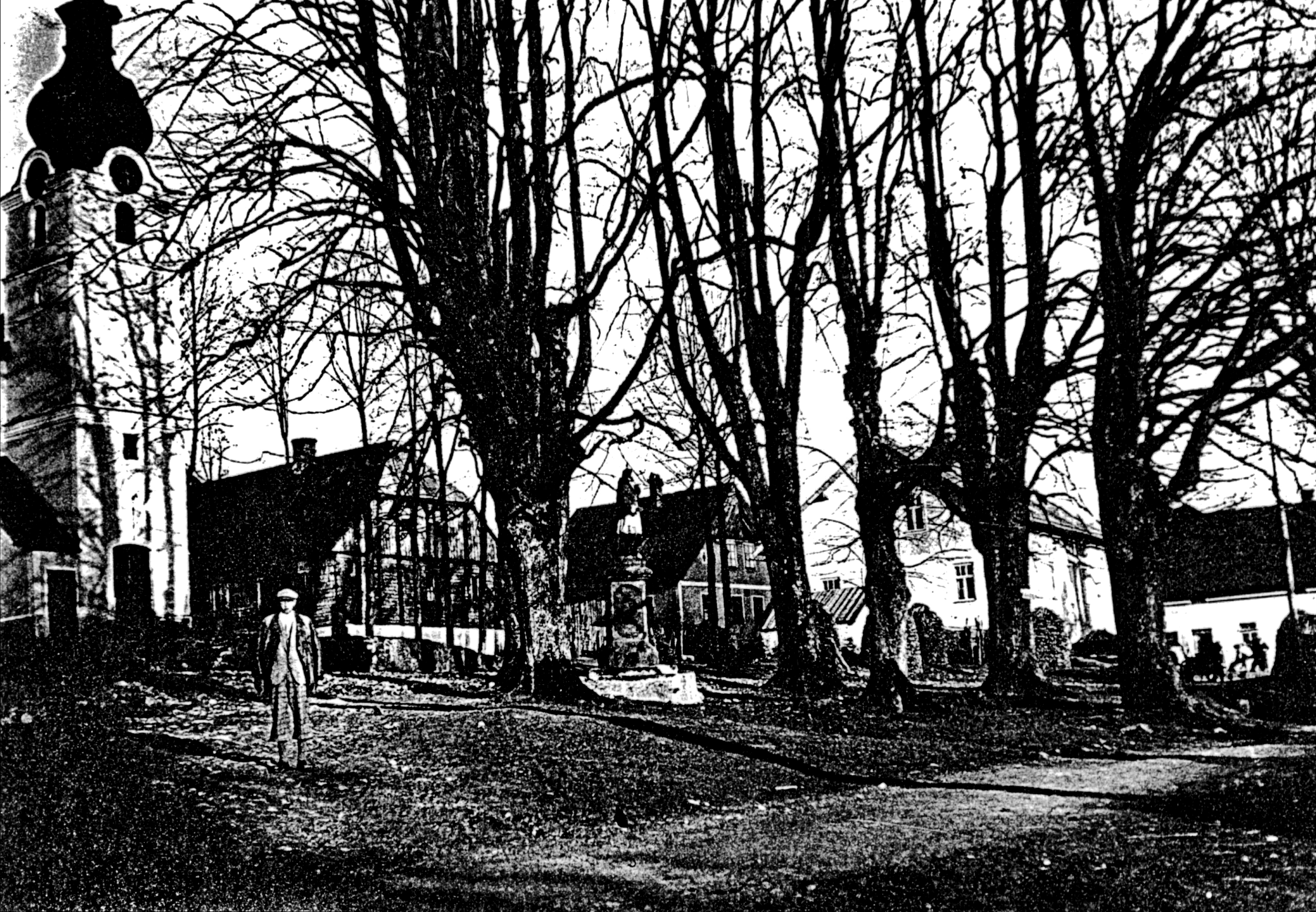
Grafenried/Lučina 1920

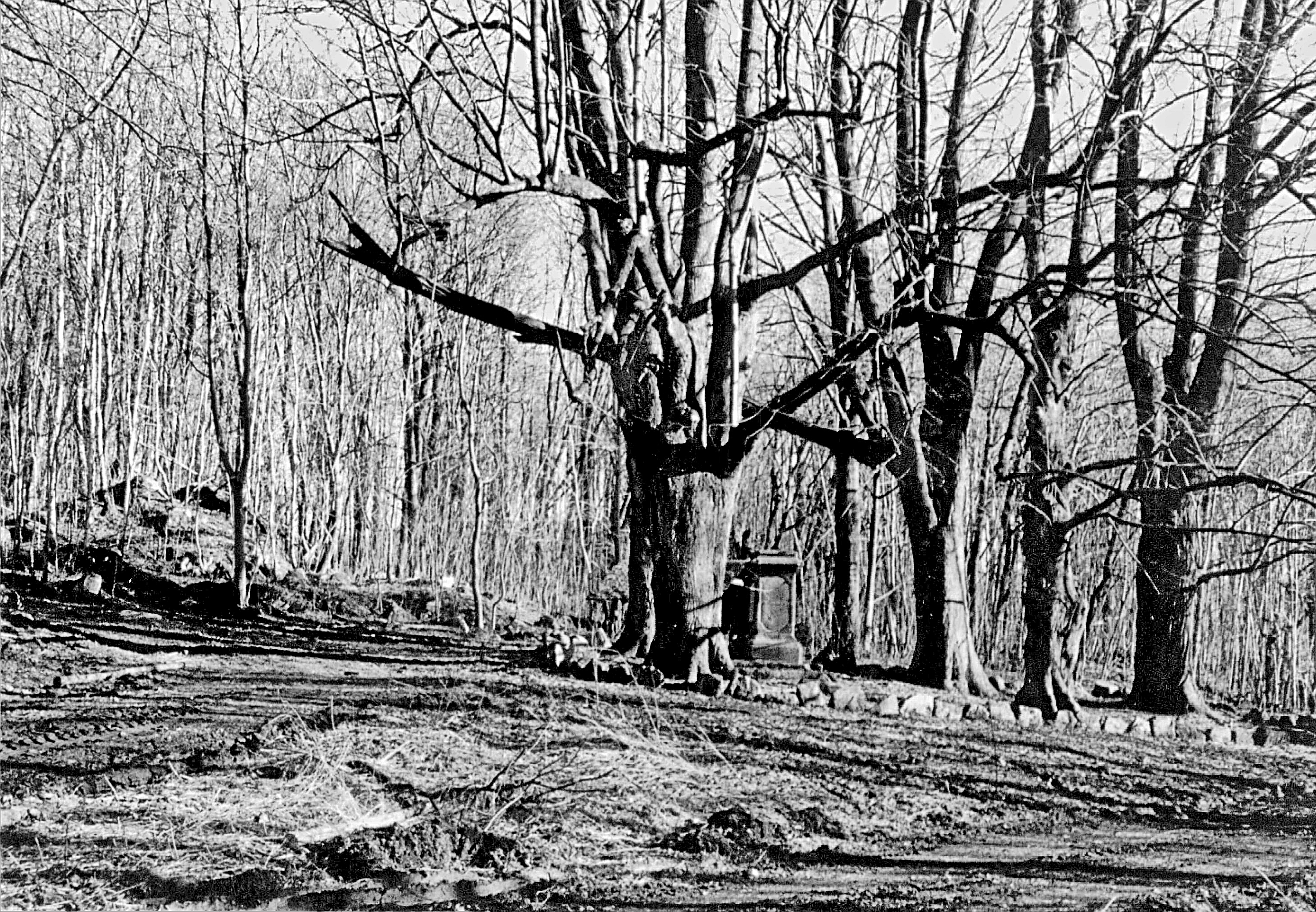
Grafenried/Lučina 1998

Antikomplex založila v roce 1998 skupina studentů v Praze. Cílem bylo podpořit kritický dialog o vlastních dějinách, zejména o poválečném nuceném vysídlení Němců z Československa. 
V počátcích byla témata širší, několik akcí se věnovalo soužití s Romy. Postupně se ovšem Antikomplex vyprofiloval jako organizace zaměřená na reflexi německojazyčných dějin českých zemí a na reflexi osudu Sudet, tedy území, které až do roku 1945 bylo většinově osídleno německy mluvícím obyvatelstvem.

## Cíle a činnost
Podpora kritické reflexe minulosti vycházející z přesvědčení, že schopnost maximálně otevřené reflexe vlastní historie patří nejpozději od druhé světové války k základním dovednostem každé svobodné společnosti. 
Zkušenosti nabyté při konkrétní reflexi českých dějin a jejich souvislostí do přítomnosti, zejména na příkladu obnovy života v Sudetech, se odrážejí v nových vzdělávacích metodách pro výuku na školách, které Antikomplex vytváří. A také v akcentu na občanské vzdělávání, jehož cílem je posílit aktivní přístup k občanství.
Antikomplex vytváří výstavy, organizuje veřejné debaty, vydává knihy ve vlastním nakladatelství, vzdělává učitele, organizuje česko-německé vzdělávací projekty a podílí se na českém a česko-německém historickém, společenském a kulturním dialogu. Svou činností Antikomplex oslovuje aktivní dospělé se zájmem o historii budoucnost vlastní země, o vztah k místu, učitele humanitních oborů, mladé lidi se zájmem o svůj region a historii, českou i německou odbornou veřejnost.

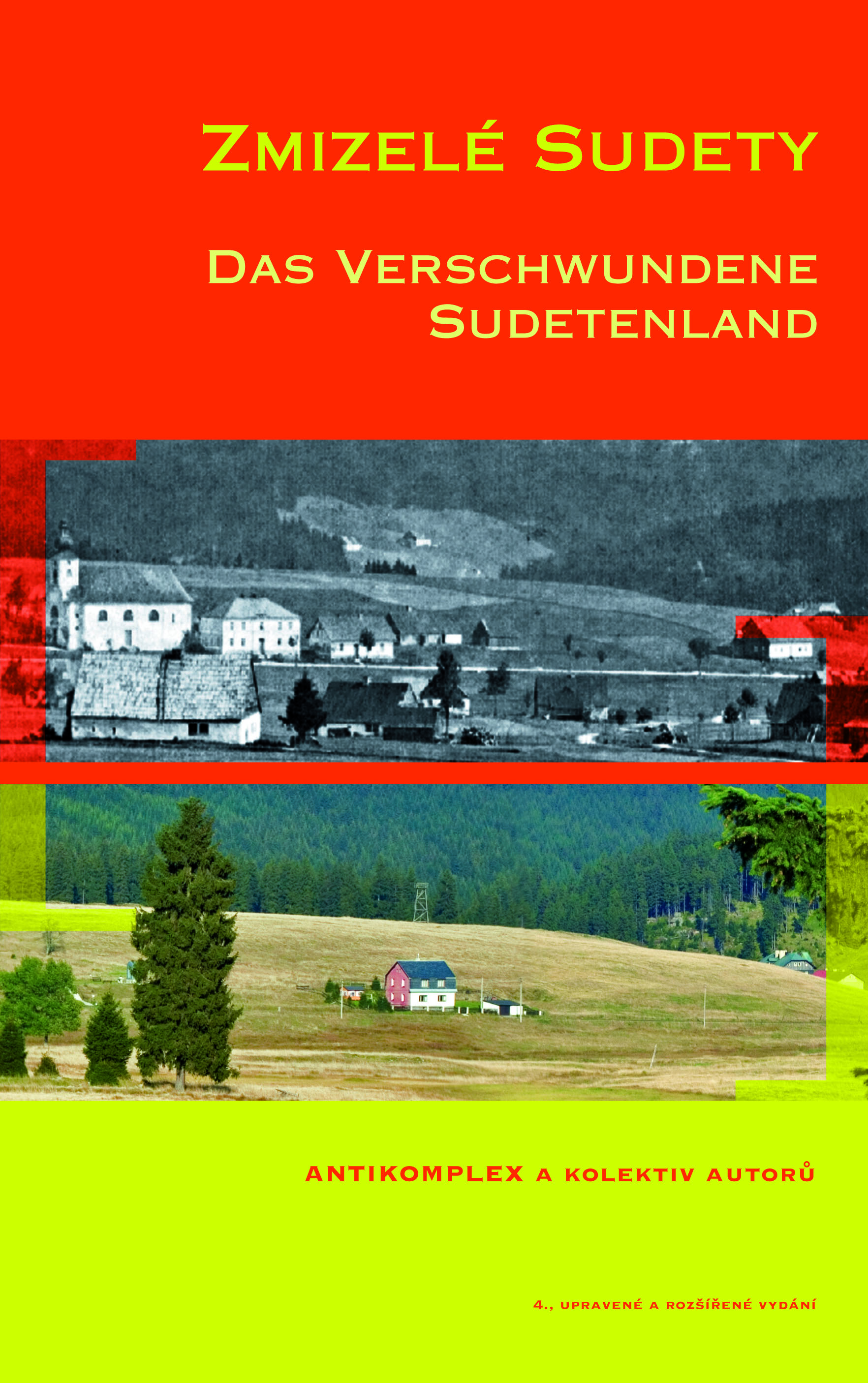
Kniha a výstava

## Vydané knihy
- Odchody a návraty, Praha 2015
- Zmizelé Sudety / Das verschwundene Sudetenland, Praha 2004
- Zůstali tu s námi / Bei uns verblieben, Praha 2013
- Příběhy nucených cest. Pamětníci vyprávějí studentům z Plzně a Bremerhavenu, Praha 2013
- Překračování hranic / Grenzüberschreitungen, Praha 2013
- Matěj Spurný: Nejsou jako my, Praha 2011
- Sudetské příběhy / Sudetengeschichten, Praha 2010
- Sudetské osudy, Praha 2006
- Proměny sudetské krajiny, Praha 2006 (nominace na cenu Magnesia litera)
- Krajina za školou, Praha 2007
- Krajina za školou v Praze, Praha 2008

## Ediční rada
- Eagle Glassheim (The University of British Columbia, Vancouver, Kanada)
- Benjamin Frommer (Northwestern University, Chicago, USA)
- Christiane Brenner (Collegium Carolinum, Mnichov, Německo)
- Adrian v. A. Portmann (Masarykova univerzita, Brno)
- Sarah-Scholl Schneider (Johannes Gutenberg Universität Mainz, Německo)

## Putovní výstavy
- Zmizelé Sudety / Das verschwundene Sudetenland
- Tragická místa paměti / Tragische Erinnerungsorte
- Překračování hranic / Grenzüberschreitungen

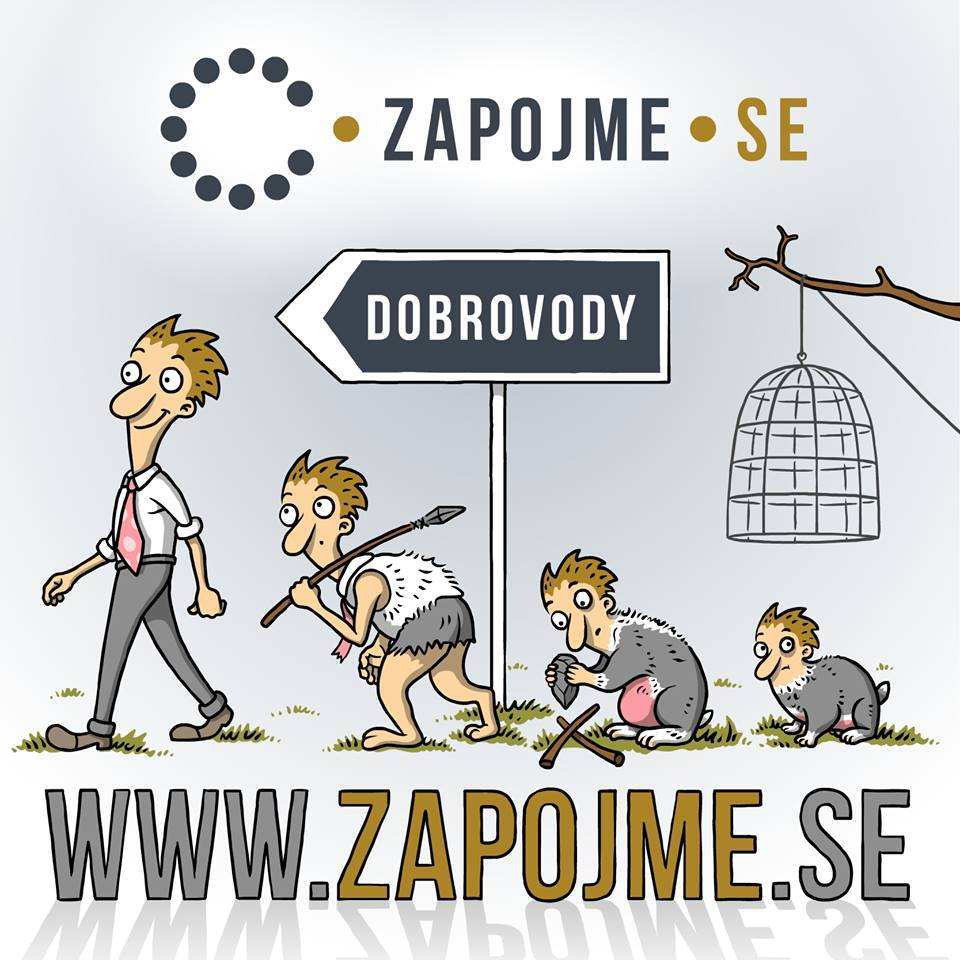
Dobrovolnictví na místní úrovni, e-learning

- Krajina za školou
- Vzduchoplavec Kráčmera

## Dokumentární filmy
- Boží mlýny na prodej, režie: Filip Remunda, 2013
- Každý po svém, režie: Jan Látal, 2013
- Stop tunelům, režie Petr Mikšíček, 2013
- ArtRosa a Skleróza, režie Petr Mikšíček, 2013
- Jezerní běh, režie Petr Mikšíček, 2013
- Veselá vesnice, režie Petr Mikšíček, 2013
- Zažít město jinak, režie Petr Mikšíček, 2013
- Krušnohorský luft, režie Petr Mikšíček, 2013
- Libochovičky sobě, režie Petr Mikšíček, 2013

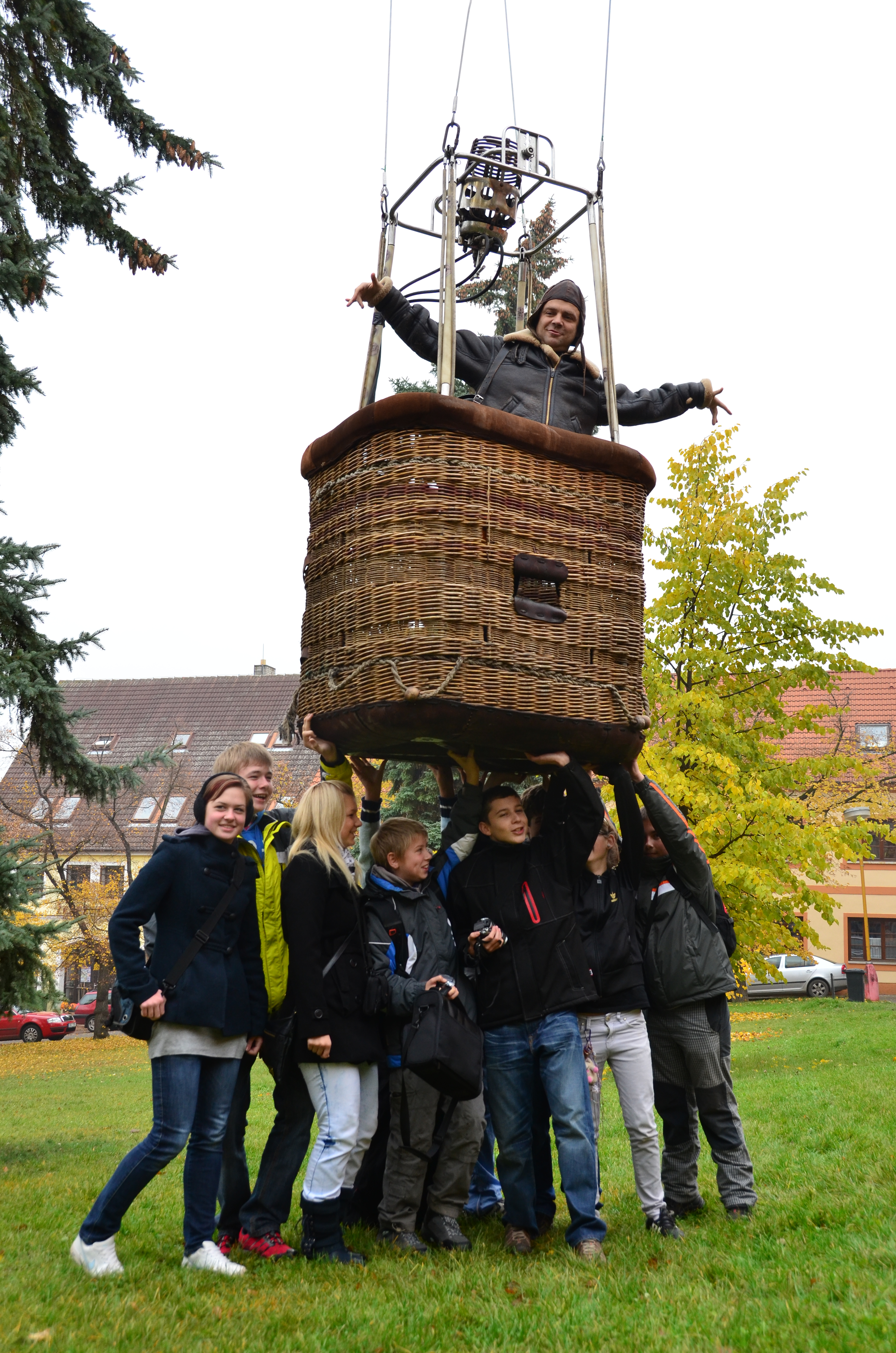
Vzduchoplavec Kráčmera

## Projekty
- Reflektující historii a současnost
  - Zmizelé Sudety (kniha a putovní výstava)
  - Tragická místa paměti (kniha a putovní výstava)
  - Land Art – Königsmühle

- Vzdělávací (pro školy)
  - Krajina za školou
  - Vzduchoplavec Kráčmera
  - Překračování hranic
  - Na cestě za příběhy
  - Cyklovýlety do Sudet
  - Hraniční pásmo ve filmu

- Občanské vzdělávání
  - Zapojme.se
  - Děkov – od vědomí místa ke kořenům